# Ariarates IX Eusebes Filopator
Ariarates IX Eusebes Filopator lub Arkatias (gr. Ἀριαράθης, Ariaráthēs) (ur. ok. 108, zm. 85 p.n.e.) – król Kapadocji z dynastii Mitrydatydów w latach 101-ok. 95 p.n.e., 93-92 p.n.e., 90-89 p.n.e. i 88-86 p.n.e. Młodszy syn Mitrydatesa VI Eupatora Dionizosa, króla Pontu.
Mitrydates VI Eupator Dionizos, król Pontu, zabił swego siostrzeńca Ariaratesa VII Filometora, by zdobyć królestwo Kapadocji. Zagarniętą krainę dał swemu ośmioletniemu synowi Ariaratesowi IX. Uczynił Gordiosa, arystokratę kapadockiego, zarządcą oraz opiekunem syna. Po pewnym czasie mieszkańcy Kapadocji, będąc niezadowoleni z rządów namiestników, zbuntowali się przeciwko królowi pontyjskiemu Mitrydatesowi. Postanowili wezwać z Azji, zapewne z Bitynii, młodszego brata zamordowanego Ariaratesa VII do ojczyzny, który także miał na imię Ariarates.
Mitrydates VI z Pontu postanowił się z nim rozprawić. Po zwycięskiej walce usunął go z Kapadocji. Wkrótce Ariarates VIII nabawił się choroby ze zgryzoty i zmarł w młodym wieku. Na nim wygasła dynastia Ariaratesa. Mitrydates, po usunięciu Ariaratesa VIII Epifanesa, przywrócił tron swojemu synowi Ariaratesowi IX.
Król Bitynii Nikomedes III Euergetes, obawiając się najazdu króla Pontu na swój kraj, postanowił wysłać do Rzymu chłopca, jako rzekomego trzeciego syna Ariaratesa VI Epifanesa Filopatora. Wysłał go ze swoją żoną Laodiką, a wdową po Ariaratesie VI, by ubiegali się o tron Kapadocji. Ona, jako rzekoma matka chłopca, miała w senacie rzymskim potwierdzić, że chłopiec jest jej trzecim synem. Mitrydates z Pontu dowiadując się o ich poselstwie, wysłał Gordiosa do Rzymu, by z równym bezwstydem, poinformował, że chłopiec rządzący Kapadocją jest prawdziwym synem Ariaratesa. Rzymianie jednak zorientowali się w tych kłamstwach. Odebrali Kapadocję Mitydatesowi oraz Paflagonię Nikomedesowi. Postanowili obdarzyć te krainy wolnością, ale mieszkańcy Kapadocji odrzucili te propozycje. Rzymianie, więc dali im Ariobarzanesa I na króla. Ten, jako słaby król tracił trzykrotnie władzę na rzecz Ariaratesa IX.
Mitrydates VI, król Pontu, wysłał Gordiosa, by przekonał króla Armenii Tigranesa II Wielkiego do zaatakowania Ariobarzanesa I. Gdy 93 r. Tigranes II nadchodził, król Kapadocji uciekł do Rzymu. Mitrydates znów przejął kontrolę nad tą krainą, dając ją synowi Ariaratesowi IX. Rządził on do 92 r., kiedy został usunięty przez Lucjusza Korneliusza Sullę, rzymskiego namiestnika Cylicji. Mitraos i Bagoas, wodzowie Tigranesa II, usunęli Ariobarzanesa I w 90 r. Senat rzymski postanowił rozprawić się z tą sytuacją, aby przywrócić tron Ariobarzanesowi I. Wysłano w tym celu posłów pod przewodnictwem legata Maniusza Akwiliusza z misją uporządkowania spraw azjatyckich. Z pomocą namiestnika Azji Gajusza Kasjusza Longinusa udało się wprowadzić Nikomedesa IV do Bitynii i Ariobarzanesa I do Kapadocji. Rzymianie, potrzebując pretekstu do wojny, namawiali ich do napadu na kraj wroga Rzymu, Mitrydatesa VI, aby go sprowokować do niej. Rzymianie, nie czekając na decyzję senatu, zaczęli prowadzić przygotowania wojenne. Doszło do tzw. I wojny z Mitrydatesem (89-85 p.n.e.) Na czele wojsk sprzymierzonych po stronie Mitrydatesa stanął syn Ariarates IX, mający 10 tys. jazdy z Małej Armenii. Mitrydates, pokonując i zabijając Akwiliusza, zajął błyskawicznie rzymską prowincję Azja. Mieszkańcy większości miast greckich witali go entuzjastycznie. Ariarates IX rządził Kapadocją po raz czwarty do r. 86 p.n.e., kiedy został usunięty z tronu na rzecz Ariobarzanesa I Filoromajosa.
Ariarates IX, po usunięciu go z Kapadocji i przyłączeniu się do ojca, najechał ze swoją armią Macedonię i pokonał bez trudu nielicznych tam Rzymian. Po opanowaniu kraju i pozostawieniu jej pod zarządem satrapów wyruszył przeciw wodzowi rzymskiemu Sulli. W drodze rozchorował się koło miejscowości Tisajon i zmarł.